# Medaile 30. výročí Bulharské lidové armády
Medaile 30. výročí Bulharské lidové republiky (bulharsky: «30 ГОДИНИ БЪЛГАРСКА НАРОДНА АРМИЯ 1944–1974») bylo vyznamenání Bulharské lidové republiky založené roku 1974.

## Historie a pravidla udílení
Medaile byla založena dne 22. května 1974. Byla udělena všem příslušníkům Bulharské lidové armády bez ohledu na hodnost za jejich zásluhy o armádu. Medaile mohla být udělena i zahraničním vojákům za jejich služby bulharské armádě.

## Insignie
Medaile měla tvar pravidelného kruhu o průměru 32 mm. Na přední straně byla na pozadí tvořeném mapou Bulharské lidové republiky vyobrazena hlava bulharského vojáka v přilbě. Voják byl orámován olivovými ratolestmi, mezi nimiž byla v horní části umístěna malá pěticípá hvězda. Kolem vnějšího okraje medaile byl nápis v cyrilici ТРИДЕСЕТ ГОДИНИ БЪЛГАРСКА НАРОДНА АРМИЯ 1944–1974 (třicet let Bulharské lidové armády 1944–1974).
Na zadní straně byl štít položený na zkřížených mečích. Uprostřed štítu byl bulharský lev stojící na zadních nohách. Nad štítem byla malá pěticípá hvězda. Na vnějším okraji byly ve spodní části medaile dvě olivové ratolesti. V horní části pak nápis v cyrilici 1944 • БНА • 1974.
Stuha z hedvábného moaré byla široká 24 mm. Byla světle modré barvy při obou krajích s třemi úzkými proužky v barvách bulharské trikolóry, tedy v barvě bílé, zelené a červené. Každý z těchto proužků byl široký 3 mm. Stuha pokrývala kovovou destičku ve tvaru pětiúhelníku, která byla k medaili připojena pomocí jednoduchého očka.